# Daisuke Ryū
Pour les articles homonymes, voir Ryu.
Daisuke Ryū (隆大介, Ryū Daisuke, en coréen : 장명남, Jang Myeong-nam, hanja : 張明男), né le 14 janvier 1957 à Tokyo (Japon) et mort le 11 avril 2021 dans la préfecture de Chiba (Japon), est un acteur japonais d'origine coréenne.

## Biographie
Il a remporté le prix japonais du « meilleur nouvel acteur » Blue Ribbon Award pour son interprétation du seigneur de guerre Oda Nobunaga dans Kagemusha, l'Ombre du guerrier d'Akira Kurosawa. Ses autres performances notables incluent Saburo Ichimonji dans une autre épopée de Kurosawa, Ran, et le légendaire yamabushi Musashibo Benkei, dans Gojoe, le pont vers l'Enfer de Sogo Ishii, acclamé par la critique. Dans The Ginger Tree, basé sur le roman d'Oswald Wynd, Daisuke Ryū incarne le comte Kentaro Kurihama.
Daisuke Ryū meurt le 11 avril 2021, chez lui, dans la préfecture de Chiba, des suites d'une hémorragie intracrânienne, à l'âge de 64 ans.

### Incident à Taïwan
Le 21 mars 2015, Daisuke Ryū se rend à Taïwan, où il devait jouer dans Silence, le film de Martin Scorsese. À son arrivée à l'aéroport international de Taoyuan, il est arrêté par les agents de l'immigration en raison d'un formulaire d'entrée incomplet. Daisuke Ryū, qui était en état d'ébriété, s'engage dans une altercation avec l'un des policiers, qui a eu une jambe fracturée. Il est inculpé et interdit de quitter Taiwan, puis renvoyé de la production de Silence. En mai 2015, Daisuke Ryū se réconcilie avec le fonctionnaire blessé et s'excuse publiquement pour ses actes. En juin, il est condamné à une amende par les tribunaux taïwanais pour son rôle dans l'incident et est autorise à retourner au Japon.

## Filmographie partielle

### Au cinéma
- 1978 : Bandit contre samouraï (雲霧仁左衛門)
- 1980 : Kagemusha, l'Ombre du guerrier (影武者) :  Oda Nobunaga (織田信長)
- 1981 : L'Affaire Shimoyama (日本の熱い日々 謀殺・下山事件) :  丸山
- 1984 : Fireflies in the North (北の螢) :  Nagakura Shinpachi (永倉新八)
- 1985 : Ran (乱) :  一文字三郎直虎
- 1999 : Four Days of Snow and Blood (226) :  村中孝次
- 2000 : Après la pluie (雨あがる) :  犬山半太夫
- 2000 : Gojoe, le pont vers l'Enfer (五条霊戦記 GOJOE) :  Benkei (武蔵坊弁慶)
- 2001 : Metropolis (メトロポリス) :  退役軍人（声の出演）

## Récompenses et distinctions
- 1981 : Blue Ribbon Award du Meilleur nouvel acteur pour Kagemusha, l'Ombre du guerrier

- (en) Daisuke Ryū: Awards, sur l'Internet Movie Database